# Macroregonia macrochira
Macroregonia macrochira är en kräftdjursart som beskrevs av Sakai 1978. Macroregonia macrochira ingår i släktet Macroregonia och familjen Oregoniidae. Inga underarter finns listade i Catalogue of Life.

## Bildgalleri

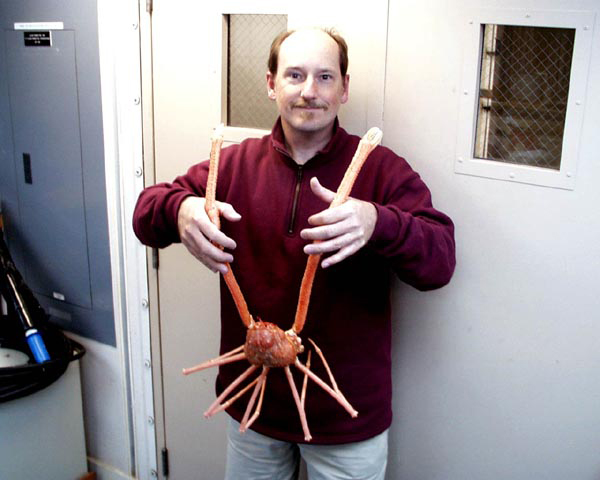